# 46-я пехотная дивизия (вермахт)
46-я пехотная дивизия (нем. 46. Infanterie-Division), позднее известна как 46-я народная пехотная дивизия (46. Volksgrenadier-Division) — военное подразделение вермахта, воевавшее во Франции и СССР.

## История
Сформирована 24 ноября 1938, относилась к 1-му военному округу и базировалась в Карлсбаде (ныне: Карловы Вары). Участвовало во вторжении в Польшу, после чего отправилось в резерв до мая 1940 года. В июне отправилось во Францию и приняло участие в боях за Луару. С началом операции «Барбаросса» было переброшено в конце 1941 года в Крым.

### Прорыв Перекопского перешейка
Э. фон Манштейн решил силами 11-й армии 24 сентября прорвать оборону русских на Перекопском перешейке. По плану Манштейна LIV-му корпусу под командованием генерала Э. Хансена предстояло прорвать оборону противника на Перекопском перешейке фронтальной атакой. Для этой цели он получил армейскую артиллерию. В дополнение к 73-й и 46-й пехотным дивизиям в оперативное командование Хансена поступила 50-я пехотная дивизия. Такими силами предстояло прорвать фронт шириной в 7 км.
24 сентября в пять часов утра германская артиллерия открыла огонь. Одновременно люфтваффе нанесло удары как по переднему краю обороны, так и вглубь. В семь часов утра 46-я и 73-я пехотные дивизии перешли в наступление по фронту 156-й стрелковой дивизии. В ночь на 25 сентября передовые части 156-й были отведены на основной рубеж. С рассветом немецкая авиация бомбардировала передний край, Турецкий вал и глубину обороны до села Ишунь. В 10 часов утра противник силой до четырёх полков при поддержке более 50 танков и под прикрытием артиллерии наступал, нанося удар вдоль Перекопского залива. После упорных боёв Красная армия оставила город Перекоп и отошла за Турецкий вал.

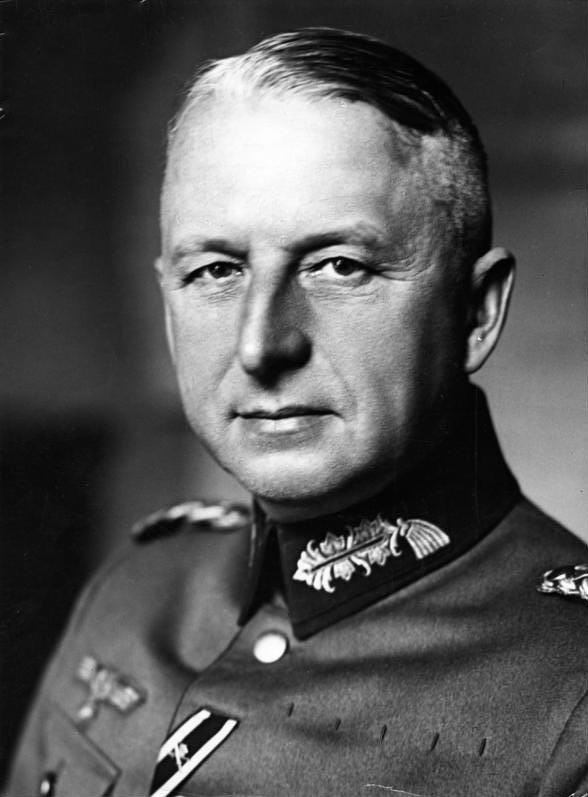
Эрих фон Манштейн

По приказу Манштейна к Перекопу подтянули 50-ю пехотную дивизию. Утром 26 сентября две пехотные дивизии, поддержанные 100 танками (которые упоминаются только в советских источниках), начали наступление по фронту 156-й стрелковой дивизии. К 11 часам утра немцы заняли Турецкий вал и вышли к Армянску. Советские части перешли в контратаку. За 26 сентября город Армянск четырежды переходил из рук в руки. Немцы сняли с побережья Сиваша части 22-й пехотной дивизии и ввели их в дело. К вечеру город остался за немцами. Но в ночь на 27 сентября в Армянск ворвалась 42-я кавалерийская дивизия. Неприятель был выбит. 28 сентября 5-й танковый полк, преследуя врага, достиг Турецкого вала.
С начала и по 16 октября немецкое командование производило смену войск, установилось затишье. Уже 18 октября немцы заняли бромзавод, деревню Асс и «Участок № 8». Утром 19 октября на протяжении ишуньских позиций шли встречные бои. Советские 157-я и 156-я стрелковые дивизии перешли в наступление с целью их вернуть, а немцы хотели развивать успех. К концу дня немцы ввели в бой 46-ю пехотную дивизию, со стороны нашей 51-й армии была введена 48-я кавалерийская дивизия генерала Аверкина. 21—23 октября на перешейке продолжались бои. К вечеру 25 октября Манштейн произвёл перегруппировку: заменил 73-ю и 46-ю дивизии на 72, 170-ю и свежую 132-ю пехотные дивизии. Утром 26 октября немцы перешли в наступление. 28 октября советские войска начали повсеместно отступать.

### Отражение Керченско-Феодосийского десанта
В декабре 1941 46-я дивизия занимала Керченский полуостров и вела береговую оборону. 27-28 декабря советское командование начало масштабную Керченско-Феодосийскую десантную операцию. Первый удар десантников пришёлся по позициям 114-го артиллерийского полка 46-й дивизии. В следующий день в бой вступил 42-й полк, но смог сбросить десант в море. Далее численное превосходство советских войск стало нарастать, к 30 декабря высаживались уже целые дивизии, Керчь была взята.
Во время десанта советских войск дивизия понесла тяжёлые потери в боях с советскими частями, и командир 42-го корпуса Ганс фон Шпонек отдал приказ о немедленном отступлении. Эрих фон Манштейн уже своим распоряжением запретил войскам отступать, но никто из дивизии не выполнил это распоряжение: хотя окружения удалось избежать, немцы в панике бросили почти всю свою тяжёлую технику. Дивизия отступила на рубеж Владиславовка — Кой-Асан. Шпонек позднее был отдан под суд и приговорён сначала к смертной казни, а затем к 7 годам заключения, однако после покушения на Гитлера был расстрелян 23 июля 1944 года.
К 30 марта 1942 года дивизия всё ещё носила статус обороноспособной, хотя потеряла около половины своего тяжёлого вооружения и все её девять пехотных батальонов испытывали некомплект личного состава. После того, как немцы взяли Севастополь, дивизия была распределена по городам Крыма в целях охраны и подавления восстаний.

### Действия на Кавказе
1 сентября части 46-й пехотной и румынской 3-й горнострелковой дивизий переправились через Керченский пролив. Переправа получила кодовое наименование «Операция «Блюхер»».
В ночь на 2 сентября 1942 года 46-я пехотная дивизия на 24 паромах 1-й десантной флотилии капитан-лейтенанта Гиле, паромах Зибеля, десантных саперных и штурмовых лодках причалила к северо-западному берегу Таманского полуострова. Десантную операцию прикрывали 3-я флотилия тральщиков капитана третьего ранга Хёльцеркопфа и ВВС. Высадка осуществлялась в районе населенного пункта Ильич.
По русским источникам, 3 и 4 сентября 1942 года подразделения советской морской пехоты на Таманском полуострове вели бои с 46-й пехотной дивизией. Четвертого сентября 1942 года 46-я пехотная дивизия заняла город Тамань.
В сентябре 1942 года дивизия прошла по Таманскому полуострову, к октябрю 1942 вышла к перевалам в районе Туапсе (верховья реки Гунайка) и оседлала западные отроги Кавказа, однако далее немецкие войска продвинуться не смогли. После поражения немецких войск на Северном Кавказе в марте 1943 года дивизия отошла к кубанскому плацдарму.

### На Украине
С апреля по август 1943 дивизия обороняла Изюм, в конце лета отступила к Днепру. В начале 1944 года отошла к Кривому Рогу и позднее была отброшена за Буг и Прут, а после начала Ясско-Кишинёвской и Львовско-Сандомирской операций отступила через Карпаты в Венгрию.

### В действия в конце войны и капитуляция
С октября по декабрь 1944 года она вела бои на Дунае, а в Будапеште была разгромлена Красной Армией. В марте 1945 года получила название народного ополчения, её остатки смогли прорваться в Моравию и в мае сдались советским частям, находясь в Немецком Броде.

## Командующие
- Генерал-лейтенант Пауль фон Хазе (24 сентября 1938 — 24 июля 1940)

- Генерал-лейтенант Карл Крибель (24 июля 1940 – 17 сентября 1941)
- Генерал-лейтенант Курт Гимер (17 сентября 1941 – †26 марта 1942)
- Генерал-майор, позднее генерал-лейтенант Эрнст Хакциус (5 апреля 1942 – 7 февраля 1943)
- Генерал Артур Хауффе (7 февраля 1943 – 13 февраля 1943)
- Генерал Карл фон Ле Сюир[англ.] (13 февраля 1943 – 27 февраля 1943)
- Генерал Артур Хауффе (27 февраля 1943 – 20 августа 1943)
- Генерал Курт Рёпке (1 мая 1943 – 10 июля 1944)
- Полковник Курт Эвригманн (10 июля 1944 – 26 августа 1944)
- Генерал-лейтенант Эрих Ройтер (26 августа 1944 – 8 мая 1945)

## Организация
| 1939 г. - 42-й пехотный полк (Infanterie-Regiment 42) - 72-й пехотный полк (Infanterie-Regiment 72) - 97-й пехотный полк (Infanterie-Regiment 97) - 46-й разведывательный батальон (Aufklärungs-Abteilung 46) - 115-й артиллерийский полк (Artillerie-Regiment 115) - 88-й саперный батальон (Pionier-Bataillon 88) - 52-й дивизион ПТО (Panzerabwehr-Abteilung 52) - 76-й батальон связи (Nachrichten-Abteilung 76) - 46-й полевой запасной батальон (Feldersatz-Bataillon 46) - войска подчинявшиеся командиру снабжения 46-й пехотной дивизии | 1942-45 гг. - 42-й гренадёрский полк (Grenadier-Regiment 42) - 72-й гренадёрский полк (Grenadier-Regiment 72) - 97-й гренадёрский полк (Grenadier-Regiment 97) - 46-й фузилёрский батальон (Füsilier-Bataillon 46) - 114-й артиллерийский полк - 88-й сапёрный батальон - 52-й противотанковый дивизион (Panzerjäger-Abteilung 52) - 76-й батальон связи - 46-й полевой запасной батальон - войска подчинявшиеся командиру войск снабжения 46-й народной гренадёрской дивизии (Kommandeur der Infanterie-Divisions-Nachschubtruppen 46) |

## Награждённые Рыцарским крестом Железного креста

### Рыцарский Крест Железного креста (30)
- Конрад Хупфер, 21.09.1941, капитан, командир 14-й роты 72-го пехотного полка
- Карл Крафт, 18.01.1942, майор, командир 1-го батальона 42-го пехотного полка
- Эрнст Майзель, 06.04.1942, полковник, командир 42-го пехотного полка
- Карл Бок, 03.05.1942, капитан резерва, командир 3-го батальона 97-го пехотного полка
- Георг Хайнцманн, 03.05.1942, обер-фельдфебель, командир взвода 12-й (пулемётной) роты 42-го пехотного полка
- Йозеф Штиглер, 10.07.1942, обер-лейтенант резерва, командир 2-го батальона 42-го пехотного полка
- Рудольф Рихтер, 07.08.1942, майор резерва, командир 97-го пехотного полка
- Карл Айден, 05.03.1943, обер-фельдфебель, командир взвода 8-й (пулемётной) роты 97-го пехотного полка
- Эрнст Хакциус, 02.04.1943, генерал-лейтенант, командир 46-й пехотной дивизии
- Петер Виндшюттль, 22.07.1943, унтер-офицер, командир орудия 14-й (противотанковой) роты 72-го пехотного полка
- Артур Хауффе, 25.07.1943, генерал-лейтенант, командир 46-й пехотной дивизии
- Фридрих Рихтер, 17.08.1943, майор, командир 3-го батальона 42-го пехотного полка
- Эдуард Шефер, 23.08.1943, майор, командир 1-го батальона 72-го пехотного полка
- Конрад Шмидт, 23.08.1943, обер-лейтенант, командир 12-й роты 42-го пехотного полка
- Рудольф Фукс, 26.08.1943, обер-фельдфебель, командир взвода 2-й роты 42-го пехотного полка
- Людвиг Штрайт, 10.09.1943, обер-лейтенант резерва, командир 5-й батареи 114-го артиллерийского полка
- Хельмут Отт, 16.11.1943, обер-лейтенант резерва, командир 3-й роты 97-го пехотного полка
- Эрнст Целлер, 16.11.1943, обер-лейтенант резерва, командир 3-й батареи 114-го артиллерийского полка
- Курт Рёпке, 17.11.1943, генерал-майор, командир 46-й пехотной дивизии
- Карл Коппенвалльнер, 01.01.1944, полковник, командир 97-го пехотного полка
- Вольфганг Штокер, 04.05.1944, фельдфебель, командир взвода 6-й роты 97-го пехотного полка
- Алоиз Рампф, 04.10.1944, обер-лейтенант резерва, командир 3-й роты 88-го сапёрного батальона
- Корбиниан Фихтер, 20.10.1944, лейтенант резерва, командир 4-й роты 42-го пехотного полка
- Карл Бешле, 03.11.1944, лейтенант, командир 4-й батареи 114-го артиллерийского полка
- Альфред Энглер, 18.11.1944, майор, командир 97-го пехотного полка
- Густав Хубер, 26.11.1944, капитан, командир 1-го дивизиона 115-го артиллерийского полка
- Вольфганг Матес, 09.01.1945, лейтенант резерва, командир 5-й роты 42-го пехотного полка
- Карл-Хайнц Диркс, 13.01.1945, капитан, командир 2-го батальона 42-го пехотного полка
- Франц-Ксавер Аттенбергер, 21.01.1945, штабс-ефрейтор, водитель 3-й батареи 114-го артиллерийского полка
- Герхард Мантель, 14.04.1945, обер-лейтенант, командир 2-й роты 52-го противотанкового артиллерийского дивизиона

### Рыцарский Крест Железного креста с Дубовыми листьями (3)
- Людвиг Киршнер (№ 135), 28.10.1942, оберстлейтенант, командир 72-го пехотного полка
- Конрад Хупфер (№ 136), 28.10.1942, капитан, командир 1-го батальона 72-го пехотного полка
- Эрих Ройтер (№ 710), 21.01.1945, генерал-майор, командир 46-й пехотной дивизии